# Trechalea extensa
Trechalea extensa är en spindelart som först beskrevs av O. Pickard-Cambridge 1896.  Trechalea extensa ingår i släktet Trechalea och familjen Trechaleidae. Inga underarter finns listade i Catalogue of Life.